# Жути локвањ
Жути локвањ (Nuphar) је род вишегодишњих водених биљака из фамилије локвања (Nymphaeaceae), са дебелим, меснатим ризомима положеним на дну, у муљу. Биљка има два типа листова, подводно (танко и прозрачно) и пливајуће (велико, чврсто, смештено на дугачким дршкама). Цветови су изразито жути, крупни и миришљави. Плод је у облику боце. Цвета од априла до септембра. Зову га још и жути лопоч и жути плутњак. Среће се на површини стајаћих вода. Средње термофилна биљка која се развија на пуној светлости. 
Жути локвањ је строго заштићен у флори Србије.

## Опис жутог локвања
Биљка са дебелим, меснатим ризомом положеним на дну, у муљу. Подводни листови су на кратким петељкама, а пливајући на дугим троугластим петељкама и врло крупни. Цветови су жути, крупни (3-6 цм у пречнику), миришљави. Чашичних листића има 5, са горње стране су тамножуте боје, а са доње стране су зелени, широко јајасти или округли,јако испупчени и звонасто сакупљени. Крунични листићи су многобројни, жуте боје и округли. Поседују медну јамицу на спољашњој страни, краћи су од чашичних листића. Прашника је пуно, линеарни су и смештени на цветној ложи испод плодника. Плодник и плод су флашастог облика. Семена су многобројна, крупна и глатка. Цвета од априла до септембра.

## Лековита својства биљке
У целој биљци има алкалоида, хетерозоида, танина, скроба и смоле. Због обиља танина, локвањ се користи као антидијароик. Због садржаја алкалоида има примену у гинекологији за лечење акутних и хроничних трихомоналних инфекција и као контрацептивно средство. Међутим, због свог отровног дејства, локвањ је скоро избачен из терапијске употребе. У народној медицини се користио и цвет локвања. Чај, тинктуре или екстракт ових дрога се се употребљавали против несанице, нервозе и полне пренадражености. Плод садржи око 20% скроба. Једе се куван или печен, јер је у сировом стању отрован због алкалоида. Семе се такође може јести пржено или послужити као замена за кафу. Ризом представља природну храну за многе дивље животиње, нарочито оне које су значајне због свог крзна.